# Deutsche Kurzbahnmeisterschaften 1995
Die Deutschen Kurzbahnmeisterschaften 1995 im Schwimmen fanden vom 15. bis 17. Dezember 1995 in Waiblingen statt und wurden vom VfL Waiblingen organisiert. Der Veranstalter war der Deutsche Schwimm-Verband. Es wurden bei Männern und Frauen Wettkämpfe in je 18 Disziplinen ausgetragen.
| Disziplin           | Männer           | Männer              | Männer | Frauen             | Frauen             | Frauen |
| Disziplin           | Name             | Verein              | Zeit   | Name               | Verein             | Zeit   |
| 050 m Freistil      | Mark Pinger      | SV Nikar Heidelberg |        | Sandra Völker      | SG Hamburg         |        |
| 100 m Freistil      | Björn Zikarsky   | SC DHfK Leipzig     |        | Sandra Völker      | SG Hamburg         |        |
| 200 m Freistil      | Aimo Heilmann    | SC Magdeburg        |        | Dagmar Hase        | SC Magdeburg       |        |
| 400 m Freistil      | Steffen Zesner   | SC Berlin           |        | Dagmar Hase        | SC Magdeburg       |        |
| 800 m Freistil      | Sebastian Wiese  | SC Magdeburg        |        | Julia Jung         | TV 1843 Dillenburg |        |
| 1500 m Freistil0    | Sebastian Wiese  | SC Magdeburg        |        | Julia Jung         | TV 1843 Dillenburg |        |
| 050 m Brust         | Jochen Fischer   | VfL Sindelfingen    |        | Manuela Näckel     | SG Hansa Dortmund  |        |
| 100 m Brust         | Jens Kruppa      | SC DHfK Leipzig     |        | Manuela Näckel     | SG Hansa Dortmund  |        |
| 200 m Brust         | Andreas Siemes   | DSC Jan Wellem      |        | Alexandra Hänel    | TSV Bayer Dormagen |        |
| 050 m Schmetterling | Thomas Rupprath  | SG Neuss            |        | Julia Voitowitsch  | SG Frankfurt       |        |
| 100 m Schmetterling | Thomas Rupprath  | SG Neuss            |        | Julia Voitowitsch  | SG Frankfurt       |        |
| 200 m Schmetterling | Thomas Rupprath  | SG Neuss            |        | Silvia Szalai      | Erster Münchner SC |        |
| 050 m Rücken        | Jirka Letzin     | PSV Rostock         |        | Sandra Völker      | SG Hamburg         |        |
| 100 m Rücken        | Jirka Letzin     | PSV Rostock         |        | Antje Buschschulte | SC Magdeburg       |        |
| 200 m Rücken        | Jirka Letzin     | PSV Rostock         |        | Cathleen Rund      | SG Neukölln Berlin |        |
| 100 m Lagen         | Stev Theloke     | SC Chemnitz 1892    |        | Sabine Herbst      | SSV Leutzsch       |        |
| 200 m Lagen         | Christian Keller | SG Essen            |        | Sabine Herbst      | SSV Leutzsch       |        |
| 400 m Lagen         | Uwe Volk         | SV Nikar Heidelberg |        | Sabine Herbst      | SSV Leutzsch       |        |